# 賴索托龍屬
賴索托龍屬是鳥臀目恐龍的一個屬。

## 命名
牠是由古生物學家彼得·加爾東（Peter M. Galton）在1978年根據發現地——非洲南部賴索托來命名的，屬名意思為“賴索托的蜥蜴”。本屬只有一個種，診斷賴索托龍（L. diagnosticus） 。

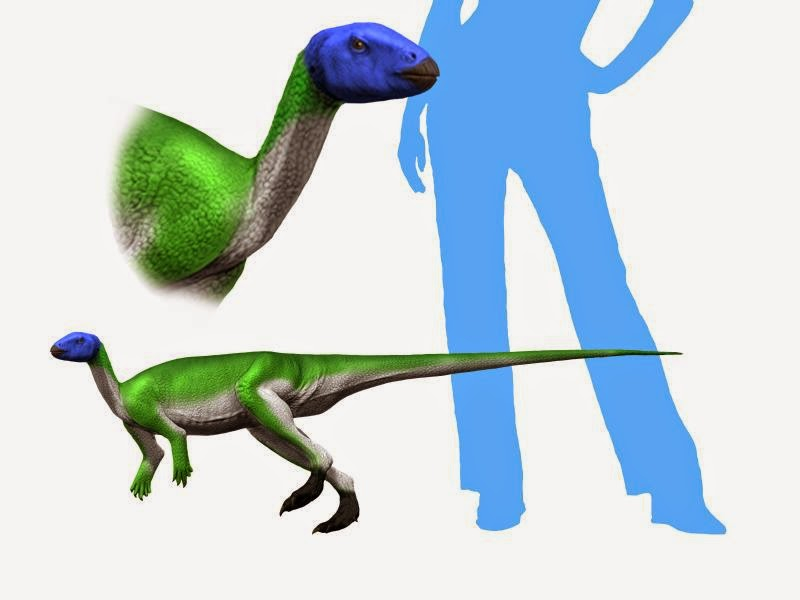
賴索托龍與人類的體型比較圖

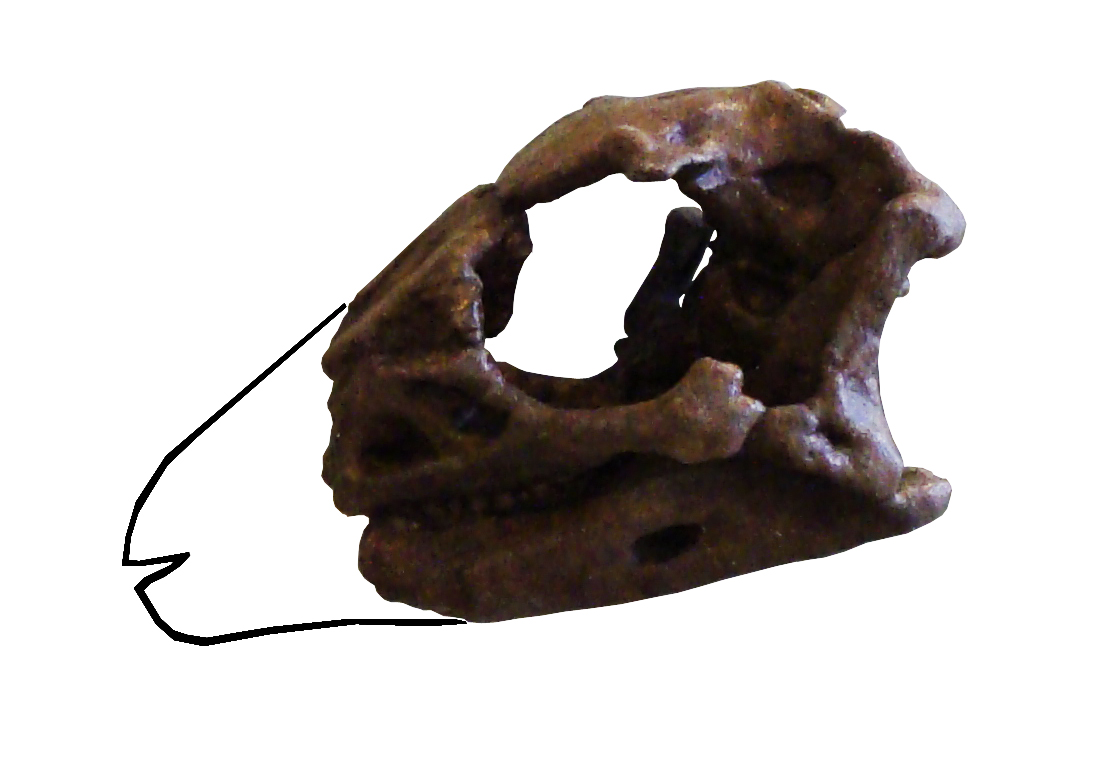
賴索托龍的頭顱骨

## 分類
賴索托龍起初被認為是鳥腳亞目動物。然而，最近保羅·塞里諾（Paul Sereno）的研究顯示牠可能代表目前已知最原始的鳥臀目恐龍之一。賴索托龍的分類歷史相當複雜，長期以來與法布爾龍混淆，法布爾龍是相同地區發現的另一種小型鳥臀目動物。在2005年，理查德.巴特勒（Richard J. Butler）公佈了一個新的鳥臀目種系發生學研究，他認為賴索托龍是新鳥臀類演化支的基礎物種，新鳥臀類演化支包括腫頭龍亞目、角龍亞目、以及鳥腳亞目。
在2008年，巴特勒公佈另一版本的研究，認為賴索托龍是種非常早期的裝甲類恐龍，裝甲類演化支包含劍龍亞目、甲龍亞目。斯托姆博格龍可能是賴索托龍的成年個體。

## 描述
賴索托龍是種小型、二足草食性恐龍，身長1公尺。牠們的化石顯示牠們是快速的奔跑者；牠們可能外表類似大型二足蜥蜴。
賴索托龍的小型頭顱骨是短而平坦的，並有大型眼窩。頭顱骨以許多空間可容納眼睛與頷部肌肉。牠們擁有短而尖狀口鼻部，下頜的前端可能是喙狀嘴。頭顱骨位在短頸部上。
牠們的頜部只能上下移動，不能橫向運動，因此牠們可能無法磨碎植物，只能切斷植物。
賴索托龍的後肢比前肢長許多，前肢相當短小，有五根手指，第五指很細。腳部與脛部的長度相當，顯示賴索托龍是快速、靈活的奔跑者。股骨有獨特的股骨頭，並未在其他恐龍上發現。
賴索托龍生存於早侏儸紀熱而潮濕的賴索托與南非。賴索托龍的化石是在上艾略特組（Upper Elliot Formation）地層發現，地質年代是早侏儸紀的赫唐階到錫內穆階。